# Сендай
Сендай е град и административен център на префектура Мияги в Япония. Сендай е с население от 1 088 669 жители (по приблизителна оценка от октомври 2018 г.) и площ от 788,09 кв. км. Основан е през 1600 г. Населението е съставено от 444 514 домакинства, а всяко семейство има средно 2,31 души. Градът разполага с няколко университета.

## Побратимени градове
- Минск (Беларус)
- Рен (Франция)
- Ривърсайд (Калифорния) (САЩ)